# 신도시주의

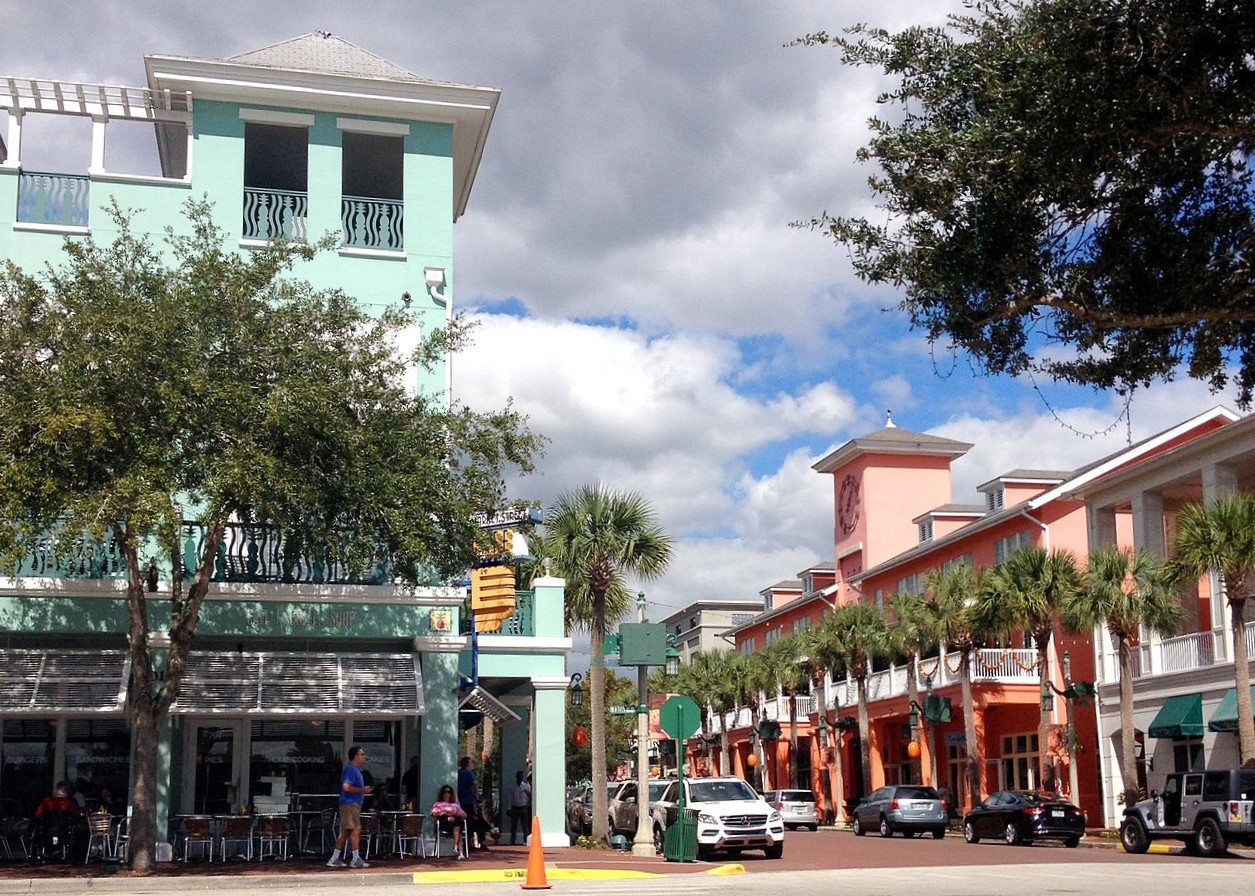

신도시주의(New Urbanism)은 교외 지역의 스프롤과 도시지역의 쇠퇴를 막기 위해 시작된 도시계획 사조이다.
신도시주의는 다양한 주택 및 직업 유형을 포함하는 걷기 좋은 동네를 만들어 환경 친화적인 습관을 장려하는 도시 디자인 운동이다. 1980년대 초 미국에서 발생했으며 점차 부동산 개발, 도시 계획 및 도시 토지 이용 전략의 여러 측면에 영향을 미쳤다. 뉴어버니즘은 도시 스프롤 및 2차 세계 대전 이후 교외 개발과 관련된 문제를 해결하려고 시도한다.
신도시주의는 제2차 세계대전 이전에 자동차가 부상할 때까지 두드러졌던 도시 디자인 관행의 영향을 강하게 받았다. 그것은 전통적인 이웃 개발(TND) 및 대중 교통 지향 개발(TOD)과 같은 10가지 기본 원칙을 포함한다. 이러한 아이디어는 모두 공동체 의식 구축과 생태적 관행 개발이라는 두 가지 개념으로 되돌아갈 수 있다.